# 중쇄를 찍자!
《중쇄를 찍자!》(일본어: 重版出来! 주한슛타이[*])는 마츠다 나오코의 만화 작품이다. 쇼가쿠칸의 《월간! 스피리츠》에서 2012년 11월호부터 2023년 8월호까지 연재되었다. 2014년, 니혼케이자이 신문 〈일 만화 랭킹〉 제1위 획득.

## 등장인물
쿠로사와 코코로
주간 코믹지 《바이브스》 편집부에 배속된 신인 편집자.
이오키베 케이
《바이브스》 소속 편집자, 데스크.
와다 야스키
《바이브스》 편집장.
코이즈미 준
《바이브스》 영업 담당.

## 서지 정보
일본
- 마츠다 나오코 《중쇄를 찍자!》 쇼가쿠칸 〈빅 코믹스〉, 기간 8권 (2016년 8월 30일 현재)
  1. 2013년 3월 29일 발행, ISBN 978-4-09-185040-9
  2. 2013년 9월 30일 발행, ISBN 978-4-09-185416-2
  3. 2014년 3월 28일 발행, ISBN 978-4-09-186029-3
  4. 2014년 9월 30일 발행, ISBN 978-4-09-186399-7
  5. 2015년 4월 10일 발행, ISBN 978-4-09-186826-8
  6. 2015년 10월 9일 발행, ISBN 978-4-09-187256-2
  7. 2016년 3월 30일 발행, ISBN 978-4-09-187499-3
  8. 2016년 8월 30일 발행, ISBN 978-4-09-187778-9

대한민국
- 애니북스, 기간 6권 (2016년 11월 30일 현재)
  1. 2015년 8월 19일 발행, ISBN 9788959197309
  2. 2015년 8월 19일 발행, ISBN 9788959197316
  3. 2016년 4월 28일 발행, ISBN 9788959198023
  4. 2016년 6월 24일 발행, ISBN 9788959198160
  5. 2016년 9월 27일 발행, ISBN 9788959198481
  6. 2016년 11월 24일 발행, ISBN 9788959198559

## 텔레비전 드라마
2016년 4월 12일부터 6월 14일까지 매주 화요일 22시 00분 ~ 22시 54분에, TBS 계열의 화요드라마 시간대에서 방송되었다. 주연은 쿠로키 하루.

### 캐스트
- 쿠로사와 코코로 (바이브스 편집부원) - 쿠로키 하루
- 이오키베 케이 (바이브스 부편집장) - 오다기리 죠
- 코이즈미 준 (바이브스 영업부원) - 사카구치 켄타로
- 미부 헤이타 (바이브스 편집부원) - 아라카와 요시요시
- 미사토 - 노노 스미카
- 키쿠치 후미노리 - 나가오카 타스쿠
- 핫탄 카즈오 - 마에노 토모야
- 미쿠라야마 류 (만화가) - 코히나타 후미요
- 타카하타 잇슨 (만화가) - 타키토 켄이치
- 나리타 메론누 (만화가) - 카나메 준
- 나카타 하쿠 - 나가야마 켄토
- 누마타 와타루 - 무로 츠요시
- 쿠지 마사루 - 타카다 준지
- 야스이 노보루 - 야스다 켄
- 와다 야스키 (바이브스 편집부장) - 마츠시게 유타카
- 오카 에이지 (바이브스 영업부장) - 나마세 카츠히사

### 스태프
- 원작 - 마츠다 나오코
- 각본 - 노기 아키코
- 연출 - 도이 노부히로, 후쿠다 료스케, 츠카하라 아유코
- 음악 - 코노 신
- 주제가 - 유니콘 〈에코〉 (큔 뮤직)
- 프로듀서 - 나스다 준, 히가시나카 케이고, 야오 카스미
- 제작 저작 - TBS

### 방송 일자
| 회차                                                       | 방송일          | 부제 (서브 타이틀)                                                            | 연출            | 시청률 |
| ---------------------------------------------------------- | --------------- | ----------------------------------------------------------------------------- | --------------- | ------ |
| 제1화                                                      | 2016년 4월 12일 | 꿈을 그려 감동을 감동을 팔아라! 눈물과 용기가 솟아 나오는 신인 편집자 분투기! | 도이 노부히로   | 9.2%   |
| 제2화                                                      | 4월 19일        | 이것이 나의 일이다! 유령 사원의 진심의 영업!                                  | 도이 노부히로   | 7.1%   |
| 제3화                                                      | 4월 26일        | 천재VS완전 신인 편집! 선생님의 신뢰를 지키고 싶어                             | 후쿠다 료스케   | 7.9%   |
| 제4화                                                      | 5월 3일         | 목표로 하자 황금알 발굴! 신인 찌부러뜨리기에 선전포고                         | 후쿠다 료스케   | 9.1%   |
| 제5화                                                      | 5월 10일        | 운을 보람 있게 써라! 되는가 완전 하수 신인 데뷔                               | 도이 노부히로   | 7.3%   |
| 제6화                                                      | 5월 17일        | 계속 이기는 일 방법… 신인 찌부러뜨리기의 비밀이란?                            | 츠카하라 아유코 | 7.0%   |
| 제7화                                                      | 5월 24일        | 천재VS범인… 만화의 신에게 사랑받고 싶어!                                      | 츠카하라 아유코 | 6.8%   |
| 제8화                                                      | 5월 31일        | 귀신 편집장남 울음! 14세의 웃는 얼굴을 되찾아라!                              | 도이 노부히로   | 7.8%   |
| 제9화                                                      | 6월 7일         | 좋아해요 돌연, 사랑의 고백… 될 것인가!? 첫 연재!                              | 후쿠다 료스케   | 8.8%   |
| 최종화                                                     | 6월 14일        | 나는 잊지 않아! 마음이 떨리는 순간을…                                         | 도이 노부히로   | 8.9%   |
| 평균 시청률 8.0% (시청률은 칸토 지구·비디오 리서치사 조사) |                 |                                                                               |                 |        |

### 수상 경력
- 제4회 컨피던스 어워드 드라마상 작품상[11]
- 도쿄 드라마 어워드 2016[12]
  - 각본상 (노기 아키코)
  - 연출상 (도이 노부히로, 《코우노도리》와 함께)

### 대한민국 드라마
- 마츠다 나오코의 동명 원작을 그대로 극화하여, SBS가 야심차게 기획한 오피스 성장 드라마이기 때문에, '오늘의 웹툰'이라는 타이틀로 2022년 하반기에 방영한 바 있다.
  - 오늘의 웹툰 (SBS 금토 드라마 - 2022년 하반기 방영작)

| TBS 화요드라마                                          | TBS 화요드라마                       | TBS 화요드라마                           |
| 이전 작품                                               | 작품명                               | 다음 작품                                |
| ------------------------------------------------------- | ------------------------------------ | ---------------------------------------- |
| 별 볼 일 없는 나를 사랑해주세요 (2016.1.12 ~ 2016.3.15) | 중쇄를 찍자! (2016.4.12 ~ 2016.6.14) | 후회없이, 사랑해 (2016.7.12 ~ 2016.9.20) |